# 丁营乡
丁营乡，是中华人民共和国河南省许昌市襄城县下辖的一个乡镇级行政单位。

## 行政区划
丁营乡下辖以下地区：
丁营村、彦张村、榆孙村、横梁渡村、冯庄村、苗府村、纸房王村、双庙耿村、岗马村、韩庄村、小集村、岗沟刘村、光门李村、崔庄村、东杜村、西杜村、霍堰中村、霍堰西村、霍堰东村、霍庄村、岗张庄村、岗半坡店村、郎庄村、楼李村、白庙王村、王穆庄村和坡杨村。